# 上河口鴨綠江鐵路大橋
上河口鴨綠江鐵路大橋，又名春函橋，清水铁路桥，位于鴨綠江上，由日本殖民政府在1938年修建，1940年4月竣工，是当时日治朝鲜和满洲国的国界桥，现今是连接中華人民共和國辽宁省丹东市与朝鮮民主主義人民共和國平安北道朔州郡的跨国桥梁，在下河口公路桥上游约3公里处，全长672米，计29孔，3孔可通过船只。

## 歷史
本桥原是為修建水丰水电站工程時運料的專線橋，後因朝鮮境內平北鐵路提前建成，解決了建築材料運輸問題，因此建成後一直未使用。
1950年10月，灌水至上河口間鐵路通車後，本橋隨之開通。
1951年，丹東的鴨綠江大橋被炸壞中斷行車後，本橋成為戰爭運輸和後勤補給的主要通道。
1952年3月30日，本桥遭到轰炸损害，但很快就被修复。

## 另見
- 中朝边境
- 中朝友誼橋
- 鸭绿江断桥
- 集安鴨綠江國境鐵路大橋